# Y: Останній чоловік (телесеріал)
«Y: Останній чоловік» (англ. Y: The Last Man) — американський драматичний серіал, заснований на серії коміксів «Y. останній чоловік» Браяна К. Вона і Пії Гуерри. Прем'єра першого десятисерійного сезону відбулася 13 вересня 2021 року на телеканалі FX та стрімінговій платформі Hulu.

## Сюжет
Події серіалу розгорнуться в постапокаліптичному світі, в якому чума невідомого походження знищила кожного ссавця чоловічої статі, за винятком одного хлопця на ім'я Йорік Браун, який разом зі своїм ручним капуцином Амперсандом пережив хворобу.

## У ролях

### Основний каст
| Актор            | Роль                                                  |
| ---------------- | ----------------------------------------------------- |
| Бен Шнетцер      | Йорик Браун                                           |
| Даян Лейн        | сенатор Дженніфер Браун                               |
| Олівія Тірлбі    | Хіро Браун                                            |
| Еліот Флетчер    | Сем                                                   |
| Ешлі Романс      | Агент 355 / Сара Бурґін                               |
| Діана Бенг       | доктор Елісон Мен, генетик Гарвардського університету |
| Марін Айрленд    | Нора                                                  |
| Місі Пайл        | Роксана                                               |
| Джуліана Кенфілд | Бет                                                   |
| Ембер Темблін    | Кімберлі Кемпбел (донька президента)                  |

### Запрошені актори
- Пол Гросс[en] — Тед Кемпбелл, президент США, помер під час глобальної загибелі
- Діана Банг[en] — доктор Еллісон Манн

## Список серій
| №  | #  | Назва                                             | Режисер                | Сценарист              | Перший ефір у США |
| -- | -- | ------------------------------------------------- | ---------------------- | ---------------------- | ----------------- |
| 1  | 1  | «За день до» «The Day Before»                     | Луїза Фрідберг         | Еліза Кларк            | 13 вересня 2021   |
| 2  | 2  | «Чи був би світ добрим» «Would the World Be Kind» | Луїза Фрідберг         | Еліза Кларк            | 13 вересня 2021   |
| 3  | 3  | «Ніл» «Neil»                                      | Дейзі фон Шерлер Майер | Кеті Еджертон          | 13 вересня 2021   |
| 4  | 4  | «Карен і Бенджі» «Karen and Benji»                | Дестіні Екарага        | Доннетта Лавінія Грейс | 20 вересня 2021   |
| 5  | 5  | «Полювання Манна» «Mann Hunt»                     | Мерзі Алмас            | Тянь Джун Гу           | 27 вересня 2021   |
| 6  | 6  | «Дивний Ал помер» «Weird Al is Dead»              | Дестіні Екарага        | Катя МакМаллен         | 4 жовтня 2021     |
| 7  | 7  | «Моя мама бачила мавпу» «My Mother Saw a Monkey»  | Лорен Волкштейн        | Чарлі Джейн Андерс     | 11 жовтня 2021    |
| 8  | 8  | «Готуйсь. Цілься. Вогонь.» «Ready. Aim. Fire.»    | Карена Еванс           | Коулмен Герберт        | 18 жовтня 2021    |
| 9  | 9  | «Перці» «Peppers»                                 | Шеріл Дуні             | Кеті Еджертон          | 25 жовтня 2021    |
| 10 | 10 | «Вікторія» «Victoria»                             | Дейзі фон Шерлер Майер | Еліза Кларк            | 1 листопада 2021  |

## Виробництво

### Розробка
14 жовтня 2015 було повідомлено, що телеканал FX замовив екранізацію серії коміксів Брайана К. Вона і Пії Гуерри " Y. Останній чоловік ". Вон збирався продюсувати разом з Ніною Джейкобсон і Бредом Сімпсоном. Виробничі компанії Color Force і FX Productions повинні були безпосередньо зайнятися зйомками серіалу.
14 листопада 2016 року було оголошено, що Майкл Грін виступить в якості шоуранера для майбутнього телесеріалу на додаток до написання пілотного сценарію з Воном. 12 січня 2017 було повідомлено, що FX очікує отримати сценарій в найближчі кілька місяців. 31 травня 2017 року з'ясувалося, що Грін написав сценарій самостійно, і Вону він сподобався. 21 липня 2017 року був підтверджено, що FX отримав чорновий варіант сценарію від Гріна, що він їм сподобався. Обговорення наступних епізодів триває. 16 січня 2018 року генеральний директор FX Джон Ландграф прокоментував статус серіалу під час щорічного зимового прес-туру Асоціації телевізійних критиків, сказавши: "Ми відчуваємо себе досить оптимістично, не зовсім в момент прийняття остаточного рішення. Але ми отримали сценарій, який нам дуже подобається ". Далі Ландграф прокоментував, що Грін тепер вільний для роботи над серіалом після його відходу з " Американських богів ".
5 квітня 2018 року було оголошено, що FX дав зелене світло на виробництво пілотного епізоду. Грін, як очікували, буде працювати спільно з Айдою Машакою Кроаль, Меліною Мацукас, Якобсоном, Сімпсоном і Воном. Мацукас також повинна зрежисовати пілотний епізод. 4 лютого 2019 року на щорічному зимовому прес-турі Асоціації телевізійних критиків було оголошено, що телеканал замовив цілком перший сезон, прем'єра якого відбудеться в 2020 році.

### Зйомки
Основні зйомки пілота почалася 20 серпня 2018 року. У список місць, де проходили зйомки увійшов Перл-Рівер, Нью-Йорк.

### Скасування
17 жовтня 2021 року FX на Hulu скасував серіал після одного сезону. Проте Кларк був відданий пошуку нового каналу або мережі для продовження серіалу. Причина скасування була не через низьку кількість переглядів, а через бюджетні причини. Через зміни в шоуранері та акторському складі, а також через призупинення виробництва через пандемію COVID-19 FX довелося заплатити за продовження контрактів з акторами. Термін дії контрактів закінчився 15 жовтня 2021 року, і FX врешті вирішила не витрачати 3 мільйони доларів на подальше їх продовження. 14 січня 2022 року Кларк повідомив, що серіал назавжди скасовано, оскільки йому не вдалося знайти нову мережу.

## Оцінки та відгуки

### Резензії критиків
Агрегатор рецензій Rotten Tomatoes повідомляє про рейтинг схвалення 76% із середнім рейтингом 6,9/10 на основі 58 оглядів. Консенсус критиків вебсайту говорить: «„Y: Останній чоловік“ робить кілька ключових оновлень до вихідного матеріалу та може похвалитися низкою неймовірних поворотів, але ця довгоочікувана адаптація не може не відчувати себе трохи розчаруванням у світі, повному антиутопічних реалій». Metacritic дав серіалу середньозважену оцінку 63 зі 100 на основі відгуків 26 критиків, що вказує на «загалом схвальні відгуки».
Джуді Берман із Time написала: «„Y: Останній чоловік“ настільки покращується протягом перших шести епізодів, що його потенціал стає безмежним. Якщо глядачам вдасться пережити апокаліпсис, шоу цілком може стати чимось особливим до моменту, коли почнеться перебудова». Алан Сепінволл з Rolling Stone поставив йому 3 зірки з 5 і написав: «Серійне, але неприємне шоу, яке часто намагається охопити унікальність самого себе». Даррен Франіч з Entertainment Weekly поставив йому оцінку «С» і написав: «У розповіді не вистачає почуттів» і «навіть якщо ви ніколи не читали [оригінальних] коміксів, ви все це бачили раніше». Джоел Голбі із The Guardian зазначає, що ця «... розповідь хороших людських історій на тлі неймовірної науково-фантастичної архітектури створює щось надзвичайно захоплююче», тоді як Люсі Менган відкинула серіал як «несвіжий безлад». Келлі Лоулер із USA Today назвала це «недостатнім, але яскравим епосом» і заявила, що шоу «не зовсім досягає майстерності та впливу вихідного матеріалу, але, безумовно, є гідною адаптацією». Клінт Вортінгтон із Consequence вважає серіал «застарілим і млявим». Керолайн Фрамке з Variety стрердила, що «справжнє знищення „Y: Останній чоловік“, принаймні в перших шести епізодах, представлених пресі до прем'єри серіалу, полягає в тому, що він сприймає себе занадто серйозно, щоб дозволити [проявитися] багатьом іншим емоціям, крім „безнадійності“ та „журби“».

### Нагороди та номінації
| Рік  | Нагорода                           | Категорія                                                            | Номінант(и)                                                            | Підсумок     | Дж.    |
| ---- | ---------------------------------- | -------------------------------------------------------------------- | ---------------------------------------------------------------------- | ------------ | ------ |
| 2022 | 20th Visual Effects Society Awards | Видатний анімаційний персонаж в епізоді або проекті в реальному часі | Майк Болльє, Майкл Дхарні, Пітер Пі, Дедна Сахвалієва (за "Амперсанд") | В очікуванні | [ 25 ] |
| 2022 | 33rd GLAAD Media Awards            | Видатний новий телесеріал                                            | Y: Останній чоловік                                                    | В очікуванні | [ 26 ] |